# 알레한드로 말도나도 아기레

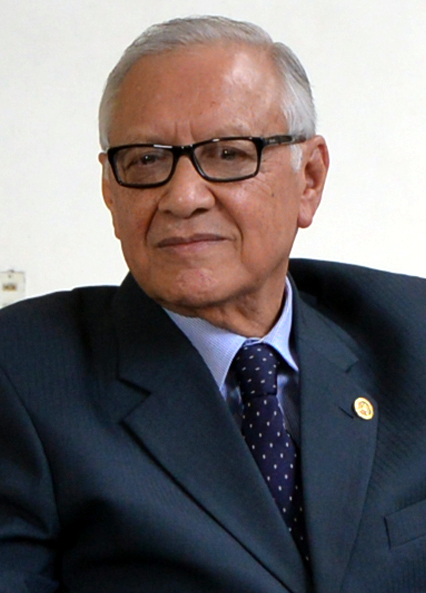
알레한드로 말도나도 아기레

알레한드로 말도나도 아기레(Alejandro Maldonado Aguirre, 1936년 1월 6일 ~ )는 과테말라의 정치인이다. 2015년 5월 14일부터 9월 3일까지 부통령을 역임했으며, 잠정적으로 9월 3일부터 대통령을 재임중이다.

## 생애
과테말라시티에서 태어난 말도나도는 과테말라 산 카를로스 대학교에서 법학을 전공했다.
1960년대부터 그는 극우 정당인 국민자유운동 (Movimiento de Liberacion Nacional, MLN)의 당원으로 가입해 공산주의파의 암살단을 운용하였다는 의혹이 있다. 아라나 오소리오 군사정권 (1970~1974년) 때에는 교육부장관을 역임하였으며, 루카스 가르시아 군사정권 (1978~1982년) 당시 인권 탄압 문제로 국제사회가 가르시아 정권을 고립시킬 때에는 유엔에서 과테말라를 대표하기도 했다.
1980년대 들어서 말도나도는 국가부활당이라는 당을 창당하여 1982년 총선에서 과테말라 기독민주당과 함께 연대를 꾸렸다. 총선과 함께 열린 대통령 선거에도 후보로 나섰으나 3위에 머물렀다. 군사 쿠테타 직후에 열린 선거였지만 부정선거의 면모를 여실히 드러내었기에, 선거가 보다 자유롭고 공정하게 진행되었다면 말도나도가 당선되었을 것이라는 시각도 크다. 이후 1985년 총선에서 다시 한번 대통령 후보로 나섰지만 전체 후보 8인 중 7위로 추락하고 국회의석수도 한 석에 그치는 참패를 겪었다. 그러나 총선 이후로 공직 생활을 계속해서 이어받았으며 크게는 과테말라 외교부장관 자리에 오르기도 했다.
이후 말도나도는 헌법재판소 재판관을 세 번 역임하였는데 이 과정에서 중대한 판결을 여러 번 남겼다. 2013년 5월에는 전 대통령 에프라인 리오스 몬트의 집단살해 혐의 공판을 맡게 되었다. 1심에서 몬트에게 유죄를 내린 상태였는데 과테말라 헌법재판소의 전체 재판관 5인 중 말도나도와 나머지 두 재판관을 합친 3명이 최종 선고를 내리고 공판을 종료시키면서 큰 논란이 일었다.
2015년 5월 말도나도가 부통령에 임명된 지 일주일 후에는 리오스 몬트 재판에서 유죄 판결을 내린 점을 들어 사퇴를 요구하는 시위가 벌어지기도 했다.